# Vol. 3: (The Subliminal Verses)
Vol. 3: (The Subliminal Verses) är metalbandet Slipknots tredje studioalbum, utgivet den 25 maj 2004.

## Albumet
Albumet har varit tvåa på bästsäljarlistan i Sverige och etta i Storbritannien, USA och Japan. På detta album anses gruppen vara något lugnare jämfört med de två första albumen.
På detta album har Slipknot tagit fram en mer musikalisk sida och har mer poetiska texter, till exempel "Vermillion" och "Vermillion, Pt. 2". Slipknots ljudbild är mer nyanserad än tidigare. 

## Låtlista
1. "Prelude 3.0" – 3:58
2. "The Blister Exists" – 5:20
3. "Three Nil" – 4:48
4. "Duality" – 4:14
5. "Opium of the People" – 3:13
6. "Circle" – 4:22
7. "Welcome" – 3:15
8. "Vermilion" – 5:16
9. "Pulse of the Maggots" – 4:19
10. "Before I Forget" – 4:38
11. "Vermilion, Pt. 2" – 3:44
12. "The Nameless" – 4:28
13. "The Virus of Life" – 5:25
14. "Danger – Keep Away" – 3:14

## Limited Edition
Släpptes samtidigt som originalskivan. Denna version av skivan innehåller samma musiklåtar och i samma ordning men ger även tillgång till exklusiva filmer, bilder och musik på internet genom en speciell länk på skivan.

## Special Limited Edition
Släpptes några månader efter originalskivan i vissa delar av världen och släpptes inte förrän 5 december 2006 i Sverige.
Albumet innehåller en extra skiva med ytterligare 8 låtar:
1. Don't Get Close
2. Scream
3. Vermilion (Terry Date Mix)
4. Danger - Keep Away (Full-Length Version)
5. The Blister Exists (Live In Stockholm)
6. Three Nil (Live In Stockholm)
7. Disasterpiece (Live In London)
8. People=Shit (Live In Chicago)

## Singlar
- Duality (2004)
- Vermilion & Vermilion Pt. 2 (2004)
- Before I Forget (2004)
- The Blister Exists (2007)

## Kuriosa
- Gitarriffet i början av låten "Before I Forget" är taget från Slipknots gamla osläppta låt "Carve" (se låtlistan för det osläppta albumet Crowz).
- Låten "Disasterpiece (Live)" på Special Edition-utgåvan är tagen från Slipknots DVD Disasterpieces.
- På den japanska versionen av albumet fanns låten "Scream" redan med som låt nummer 15.
- Till skillnad från Slipknots föregående album innehåller Vol. 3 inga svordomar.